# Великая Крушиновка
Великая Крушиновка (бел. Вялікая Крушынаўка) — деревня в Озеранском сельсовете Рогачёвского района Гомельской области Беларуси.

## География

### Расположение
В 35 км на северо-запад от районного центра и железнодорожной станции Рогачёв (на линии Могилёв — Жлобин), 156 км от Гомеля.

### Гидрография
На западе Фалевичский канал. Между населёнными пунктами Великая Крушиновка и Озераны расположено озеро Крушиновское.

## Транспортная сеть
Транспортные связи по просёлочной, затем автомобильной дороге Могилёв — Гомель. Планировка состоит из прямолинейной улицы близкой к широтной ориентации, к которой на западе и востоке присоединяются короткие прямолинейные улицы меридиональной ориентации. Застройка двусторонняя, деревянная, усадебного типа. В 1987 году здесь построены кирпичные дома на 50 семей, в которых разместились переселенцы из мест загрязнённых радиацией в результате катастрофы на Чернобыльской АЭС.

## История
В 1593 году упоминается как присёлок Зазерье в составе принадлежащего Киево-Печерскому монастырю имения Озераны. В XVIII веке деревня в Речицком повете Минского воеводства Великого княжества Литовского, принадлежала церкви. В 1790 году обозначена в инвентаре поместья Озераны как деревня Крушиновка.
После 2-го раздела Речи Посполитой (1793 год) в составе Российской империи. В 1849 году 8 незаселённых участков. Рядом находился одноимённый фольварк 3 незаселённых участка. Во 2-й половине XIX века около деревни начала формироваться околица, которая затем превратилась в деревню Малая Крушиновка, а деревня Крушиновка стала называться Великая Крушиновка. В 1881 году в Тихиничской волости Рогачёвского уезда Могилёвской губернии. Согласно переписи 1897 года действовала школа грамоты. В 1907 году открыто народное училище, которое размещалась в наёмном крестьянском доме (57 учеников), действовала мельница. В 1909 году 1252 десятины земли.
С 20 августа 1924 года до 16 июля 1954 года центр Крушиновского сельсовета Рогачёвского района Бобруйского (до 26 июля 1930 года) округа, с 20 февраля 1938 года Гомельской области. В 1930 году организован колхоз. Во время Великой Отечественной войны партизаны разгромили созданный здесь немецкий гарнизон. В октябре 1943 года каратели сожгли часть деревни, а в июне 1944 года — ещё 106 дворов и убили 62 жителей. В боях за деревню и окрестности погибли 300 советских солдат (похоронены в братской могиле в центре деревни). 28 жителей погибли на фронте. Согласно переписи 1959 года центр колхоза «XVII партсъезд». Располагались средняя школа, Дом культуры, библиотека, фельдшерско-акушерский пункт, детские ясли-сад, ветеринарный участок, отделение связи, сапожная мастерская, 2 магазина.

## Население

### Численность
- 2004 год — 140 хозяйств, 390 жителей.

### Динамика
- 1849 год — 34 двора; в фольварке 18 дворов.
- 1881 год — 58 дворов, 445 жителей.
- 1897 год — 89 дворов, 712 жителей (согласно переписи).
- 1909 год — 92 двора, 804 жителя.
- 1925 год — 101 двор.
- 1940 год — 130 дворов.
- 1959 год — 522 жителя (согласно переписи).
- 2004 год — 140 хозяйств, 390 жителей.

## Известные уроженцы
- Г. П. Исаков — Герой Советского Союза, генерал-майор.
- Г. С. Ковалёв — Герой Советского Союза, его имя носит деревенская средняя школа.